# كاونتر سترايك 2

لقطة شاشة من اللعبة

كاونتر سترايك 2 (بالإنجليزية: Counter-Strike 2) هي لعبة فيديو من نوع تصويب منظور الشخص الأول جماعية متصلة بالشبكة، طُورت ونُشرت بواسطة شركة فالف، وأُصدرت لنظامي التشغيل ويندوز ولينكس في 27 سبتمبر 2023. وهي تحل محل لعبة كاونتر سترايك: جلوبال أوفينسيف التي أُصدرت عام 2012.

## التطوير
أُعلن عن اللعبة في 23 مارس 2023 لصيف 2023. وأُصدرت أخيرًا في 27 سبتمبر 2023 دون الحاجة إلى حملة ترويجية.
على عكس نسخة جلوبال أوفينسيف، تستخدم كاونتر سترايك 2 الإصدار 2 من المحرك سورس الذي يسمح بعرض أكثر واقعية من الإصدار السابق. مع الإعلان عن الإصدار التجريبي، أصدرت فالف معاينة لآليات اللعبة المعدلة، مثل الدخان الديناميكي الناتج عن قنابل الدخان، التأثيرات الصوتية الديناميكية، أو ما يسمى بنظام "Subtick"، وهو نظام جديد أُستخدم سابقًا لإرسال واستقبال المعلومات بواسطة الخوادم، ومن المفترض أن يعمل النظام الجديد على تسريع عملية التعرف على المدخلات. أُعيد تصميم نماذج الأسلحة، و أُعيد أيضًا صياغة الأصوات وأصبحت الآن أكثر سهولة في تحديد موقعها.

## طريقة اللعب
كاونتر سترايك 2 هي لعبة فيديو إطلاق نار تكتيكية يتواجه فيها فريقان، الإرهابيون وفريق مكافحة الإرهاب. يجب على كل فريق من هذه الفرق تحقيق أهدافها الخاصة في أوضاع لعب مختلفة. في بداية كل مباراة، يتم تقسيم اللاعبين إلى كل فريق.
تحتوي اللعبة على 3 أوضاع لعب رئيسية، في كل من أوضاع اللعب هذه، يجب على الفريقين تحقيق الأهداف الخاصة بهم.

## ردود الأفعال
وفقًا لموقع ميتاكريتيك، تلقت لعبة كاونتر سترايك 2 "مراجعات إيجابية بشكل عام" من النقاد، بناءً على 16 مراجعة نقدية. ووفقا لموقع أوبن كريتك، حصلت اللعبة على متوسط 80 من النقاط، وأشاد بها 88% من النقاد بشكل عام.